# Alto Comisariado de la Amaziguidad
El Alto Comisariado de la Amaziguidad (en árabe: المحافظة السامية للأمازيغية) (en cabilio: Asqamu Unnig n Timmuzɣa) (en francés: Haut commissariat à l'amazighité) (HCA) es un instituto académico del estado argelino, encargado del estudio y la promoción de las lenguas bereberes de Argelia.
Fue creado por decreto presidencial de 27 de mayo de 1995 bajo el mandato del presidente Liamine Zéroual. El HCA, fue el primer instituto oficial en el Magreb consagrado a la defensa de la cultura amazigh de Argelia y la promoción de las lenguas bereberes. El HCA depende directamente del Presidente de Argelia, desde su creación en 1995. El HCA Tiene su sede en Argel. En el Reino de Marruecos hay un organismo similar, el Instituto Real de la Cultura Amazigh (IRCAM).
El HCA, fue creado como resultado de un boicot escolar realizado por los padres de los niños de la Cabilia.

## Presidentes
- Mohand Idir Aït Amrane (1995-2004)
- Youcef Merrahi (2004-2016)
- El Hachemi Assad (2016-)

## Misión
Sus misiones son variadas y van desde el estudio del componente central de la sociedad argelina: La identidad del pueblo amazigh de Argelia y a la promoción de la enseñanza de las lenguas amaziges en las escuelas argelinas. El HCA también edita libros de texto sobre la cultura bereber.

## Actividades
El HCA ha alcanzado varios hitos relacionados con la lengua y la cultura amazigh en Argelia, entre ellos cabe destacar los siguientes:
- La integración de las lenguas bereberes en el sistema de enseñanza primaria, media y secundaria en las diversas regiones de Argelia.

- La formación de cientos de profesores universitarios amaziges.

- El lanzamiento de programas informativos en las distintas lenguas bereberes, en los canales de la televisión pública argelina.

- La creación de un canal de televisión público que emite su programación en lenguas amaziges; el Canal 4 de la televisión pública argelina.

- El uso de las lenguas amaziges en el parlamento argelino.

- La oficialización de las lenguas bereberes en Argelia.

- La creación de una licenciatura en lenguas amaziges.